# KEEP ON, MOVE ON
『KEEP ON, MOVE ON』（キープ・オン ムーブ・オン）は、ウルフルズ11枚目のアルバム。
2007年12月12日発売。ワーナーミュージック・ジャパン移籍後の初アルバム。初回限定盤はDVD同梱。2009年の活動休止前ラストアルバムとなった。

## メンバー
- トータス松本 - ボーカル・ギター・ハーモニカ
- ジョン・B・チョッパー - ベース
- サンコンJr. - ドラムス・パーカッション
- ウルフルケイスケ - ギター
- 伊東ミキオ：キーボード
- 上原裕：ドラムス、パーカッション
- 伊藤銀次：ギター、ハープ
- BONNIE PINK、越智志帆 (Superfly)：コーラス (#3) [4]

## 収録曲
全曲 作詞・作曲：トータス松本（特記以外）、編曲：伊藤銀次、ウルフルズ
| #         | タイトル               | 作詞         | 作曲         | 時間  |
| --------- | ---------------------- | ------------ | ------------ | ----- |
| 1.        | 「たしかなこと」       | トータス松本 | トータス松本 | 3:45  |
| 2.        | 「情熱 A GO-GO」       | トータス松本 | トータス松本 | 4:19  |
| 3.        | 「花さかフィーバー」   | トータス松本 | トータス松本 | 3:59  |
| 4.        | 「泣けてくる」         | トータス松本 | トータス松本 | 4:50  |
| 5.        | 「カッコつけて」       | トータス松本 | トータス松本 | 4:20  |
| 6.        | 「あんまり小唄」       | トータス松本 | トータス松本 | 1:56  |
| 7.        | 「キーポン節」         | トータス松本 | トータス松本 | 3:04  |
| 8.        | 「ムーボン音頭」       | トータス松本 | トータス松本 | 3:13  |
| 9.        | 「開けてけ! 心のドア」 | トータス松本 | トータス松本 | 3:29  |
| 10.       | 「恋の涙」             | トータス松本 | トータス松本 | 4:17  |
| 11.       | 「胸の…」              | トータス松本 | トータス松本 | 3:44  |
| 12.       | 「両方 For You」       | トータス松本 | トータス松本 | 4:04  |
| 13.       | 「四人」               | トータス松本 | トータス松本 | 3:57  |
| 合計時間: | 合計時間:              | 合計時間:    | 合計時間:    | 48:57 |

## DVD 初回限定盤
| #  | タイトル                               | 作詞 | 作曲・編曲 |
| -- | -------------------------------------- | ---- | ---------- |
| 1. | 「情熱 A Go-Go」(ミュージック・ビデオ) |      |            |
| 2. | 「泣けてくる」(ミュージック・ビデオ)   |      |            |
| 3. | 「両方 For You」(ミュージック・ビデオ) |      |            |
| 4. | 「ヤッサ07」(ダイジェスト映像)         |      |            |

## 曲解説
1. たしかなこと[5]
2. 情熱 A GO-GO
3. 花さかフィーバー[6]
4. 泣けてくる[7]
5. カッコつけて
6. あんまり小唄
7. キーポン節
8. ムーボン音頭
9. 開けてけ! 心のドア
10. 恋の涙
11. 胸の…
12. 両方 For You[8]
13. 四人